# THE BAY
『THE BAY』（ザ・ベイ）は、日本のロックバンド・Suchmosが2015年7月8日にSPACE SHOWER MUSICから発売した1枚目のオリジナルアルバム、及び2016年11月23日に同じくSPACE SHOWER MUSICから発売した12インチシングル盤である。

## 概要
2015年5月にTAIKINGとDJ KCEEが加入し、6人体制になってから初のリリース。1stEP『Essence』収録の「Miree」や「Fallin'」を含む、全12曲を収録。
本作のリード曲「YMM」は、2015年7月19日付のJ-WAVE TOKIO HOT 100で2位を記録した。楽曲タイトルは、「横浜みなとみらい（YOKOHAMA MINATOMIRAI）」の略。
「YMM」と「GIRL (feat.呂布)」はミュージック・ビデオが制作され、両曲ともにSuchmosと親交の深い若手クリエイターのKento Yamadaが監督を務めている。
発売を記念して、発売日当日には渋谷PLUGにてシークレットギグを開催。同年9月10日には、渋谷WWWにて本作のリリースパーティー「Suchmos THE BAY」を開催し、この模様は翌2016年発売の2ndEP『LOVE&VICE』の初回限定盤DVDに収録された。
第8回CDショップ大賞にて、地方賞の関東ブロック賞を受賞した。
2016年12月7日には2枚組アナログ盤が完全限定生産販売された。11月23日に一般販売に先駆けてHMV渋谷店、新宿ALTA店の2店舗のみで先行販売したが即日完売した。（品番HRLP042/043）

## 収録曲
| #         | タイトル                                                  | 作詞      | 作曲       | 時間  |
| --------- | --------------------------------------------------------- | --------- | ---------- | ----- |
| 1.        | 「YMM」                                                   | YONCE     | Suchmos    | 04:09 |
| 2.        | 「GAGA」(AI-TV（フジテレビ系列）オープニングテーマ)       | HSU       | HSU        | 04:33 |
| 3.        | 「Miree」                                                 | HSU       | HSU        | 04:02 |
| 4.        | 「GIRL (feat.呂布)」                                      | HSU, 呂布 | HSU        | 04:45 |
| 5.        | 「Get Lady」                                              | YONCE     | OK         | 04:56 |
| 6.        | 「Burn」                                                  | YONCE     | Suchmos    | 03:59 |
| 7.        | 「S.G.S」                                                 |           | Suchmos    | 02:10 |
| 8.        | 「Armstrong」(BSジャパン『メンズ温泉』オープニングテーマ) | YONCE     | YONCE, HSU | 04:26 |
| 9.        | 「Alright」                                               | YONCE     | YONCE, OK  | 04:08 |
| 10.       | 「Fallin'」                                               | YONCE     | Suchmos    | 04:51 |
| 11.       | 「Pacific」                                               | YONCE     | Suchmos    | 05:17 |
| 12.       | 「Miree BAY ver.」                                        | HSU       | HSU        | 04:18 |
| 合計時間: | 合計時間:                                                 | 合計時間: | 合計時間:  | 51:41 |

## 参加ミュージシャン
- Suchmos
  - YONCE：Vocal
  - TAIKING：Guitar
  - HSU：Bass
  - OK：Drums
  - DJ KCEE：DJ
  - TAIHEI：Keyboard